# 荣栉孔扇贝
荣栉孔扇贝（学名：Chlamys gloriosa），是莺蛤目海扇蛤科锦海扇蛤属的一种。主要分布于越南、印度尼西亚、中国大陆，常栖息在潮间带至潮下带水深73－110米。